# زبان ارموری
زبان اُرموری یکی از زبان‌های ایرانی شرقی است که در کشور پاکستان حدود هزار تن گویشور دارد. این زبان که در دستۀ زبان‌های ایرانی جنوب شرقی جای داده شده گاهی در دسته شمال غربی نیز طبقه‌بندی شده‌است. این زبان به‌علت داشتن آواشناسی غیرمعمول به ویژه یک آوای بی‌واک که شبیه آوای(ř) در زبان چکی تلفظ می‌شود جالب توجه بوده‌است. بیشتر گویشوران این زبان مردم بورکی هستند که در وزیرستان جنوبی کشور پاکستان بسر می‌برند. همچنین احتمالاً گویشورانی اندک در ولایت لوگر افغانستان نیز به این زبان تکلم کنند. بدون شک زبان ارموری پیش‌ترها در ناحیۀ گسترده‌تری رواج داشته است. می‌توان مسیر گسترۀ پیشین زبان ارموری را در جهت جنوب شرقی در نظر گرفت.